# Ashot II
Ashot II di Armenia, Shahanshah (“re dei re”) di Armenia e Georgia (IX secolo – 928), è stato un sovrano armeno del Regno di Armenia.

## Biografia
Ashot II Yerkat, cioè il Ferro, fu re di Armenia dal 914 al 928. Della dinastia dei Bagratidi, era figlio di Smbat I e fratello di Abas I.
Il suo regno fu tormentato da ribellioni di pretendenti al trono e invasioni straniere, che Ashot respinse con successo. Per questo motivo ottenne l'epiteto il Ferro. Nel 914, Ashot II si recò a Costantinopoli in visita al fine di ottenere aiuto dall'imperatore bizantino Costantino Porfyrogenito.
Ritornò in Armenia con un grande aiuto e schiacciò la persecuzione araba di Yusuf, emiro della regione iraniana dell'Azerbaijan, nelle sue terre. Nel 922 fu riconosciuto come sovrano di Armenia dal califfo arabo. 
Sposò Maria di Kachum.